# 刘府站
刘府站是一个水蚌铁路上的铁路车站，位于安徽省凤阳县刘府镇，建于1944年，邮政编码为233111。车站目前为上海局集团淮南西直属站管辖的四等站，目前不办理客货运业务。
水蚌铁路电气化工程计划实施蚌埠改线段，从本站北侧新建至蚌埠东站的线路以绕开蚌埠市区，于2020年12月22日通车。